# Animax
Animax (アニマックス) és un canal de televisió de pagament originari del Japó i especialitzat en anime, que s'ha estès amb gran èxit a nivell mundial. És una subsidiària de Sony Corporation, el que l'ha convertit en una de les companyies més importants i influents en el que a producció i distribució d'anime es refereix. La seva seu oficial es troba a Minato (Tokio), havent començat les seves transmissions en aquest país l'1 de juny del 1998.
Aquest canal opera al Japó, Taiwan, Hong Kong, Corea del Sud, Àsia sur-oriental, Àsia del Sud, Amèrica del Sud, Àfrica i Europa (iniciant-se a Europa central l'abril del 2007, a Alemanya el juny del 2007 i pròximament al Regne Unit, Polònia, Itàlia i França). Animax és el primer canal a oferir transmissions les vint-i-quatre hores del dia en anime ininterrompudament. El nom del canal és un acrònim d'ani d'anime (アニメ) i max (マックス).
A Llatinoamèrica aquest canal inicià les seves operacions a les 11:00 del 31 de juliol del 2005 en els seus senyals per a Llatinoamèrica i el Brasil reemplaçant el canal Locomotion. Igual que les filials d'Àsia, on s'inicià aquest projecte, aquest canal transmet sèries d'anime, tot i que a diferència d'Àsia, el senyal llatinoamericà emet també sèries Live-Action així com pel·lícules llicenciades per Sony.
Actualment Sony Pictures Television International es troba en avançades negociacions perquè Animax s'estengui per Europa, ja ha arribat a Alemanya, Portugal i Espanya i a l'est del continent. Així mateix, continuen els plans d'expansió mundial, exemple d'això és el llançament del senyal exclusiu de Sud-àfrica per la resta del continent africà, i les avançades negociacions que Sony ha fet perquè el canal sigui llançat al Canadà i Oceania.
Animax també ofereix serveis per cel·lulars al Japó, Canadà, Austràlia, Mèxic, Veneçuela i l'Argentina.

## Animax a Àsia
Animax Àsia pertany a Sony Pictures Television International, amb sèu a Singapur, des d'on emet les seves transmissions. El 20 de maig del 1998 Animax inicià les seves transmissions al Japó, a través de la plataforma satel·litària SKY PerfecTV. A més, Animax començà les seves transmissions l'1 de gener del 2004 a Taiwan, el 12 de gener a Hong Kong, el 19 de gener a les Filipines i al sud-est asiàtic el 5 de juliol a l'Índia i la resta del sud d'Àsia. El 29 d'abril del 2006 ho feu a Corea.
Un detall interessant és que Animax, a Àsia, no emet les seves adquisicions en l'idioma corresponent als països de la geografia, sinó que en tots ells s'utilitza el mateix doblatge: l'anglès. Tanmateix, aquest doblatge respecta totes les característiques de les sèries: noms de personatges, diàlegs i art; Animax ha fet traduccions a l'anglès de nombroses sèries.

## Animax a Europa
A partir del mes de juny del 2007 començà la transmissió de la versió alemanya d'Animax emetent-se per cable a Unitymedia, Kabel Deutshland, KabelBW i Linewest, i per satèl·lit en Arenasat i Premiere (dins de la seva programació es troben sèries com One Piece, Hellsing, School Rumbe i Trinity Blood).
A l'est d'Europa, SPTI llançà un bloc de programació amb el nom d'Animax, dins del canal A+ (Animé+) que s'emetia a Hongria, Romania, la República Txeca, Eslovàquia i Polònia. Aquest bloc emetia la seva programació en l'horari de les 20:00 a 2:00, i en la seva programació estaven sèries populars com Inuyasha, Gravitation o Cowboy Bebop, entre d'altres. Des de l'11 d'abril del 2007, A+ passà a ser definitivament Animax per als països d'Hongria, Romania, la República Txeca i Eslovàquia, per problemes tècnics Polònia va haver d'esperar fins al 2008 per accedir al senyal. Animax Europa de l'est és manejada per HBO Europa, propietat de SPTI.

## Animax a Nord-amèrica
Animax ha patrocinat diversos esdeveniments d'anime basada en tot Amèrica del Nord, inclosa l'acollida d'un festival d'anime, en associació amb altres empreses de distribució d'anime com Bandai Entertainment, Geneon, ADV Films i VIZ Media, a través de Sony Pictures a San Francisco basat en l'oci Metreon, complex comercial l'octubre del 2001, durant el qual van estar difonent nombrosos dels seus títols d'anime en tot el centre, inclosos els especials Gundam, La Producció de Metròpoli i Love Hina projeccions.
El periòdic de negocis internacionals, Financial Times, informà, en setembre del 2004, de la planificació i Sony està "viu" per llançar Animax als Estats Units i Amèrica del Nord, després que Sony ha signat un acord amb la companyia de cable més gran dels Estats Units, Comcast, amb els quals havia coassociat en uns 4,8 milions de dòlars. Llegendària adquisició dels estudis de Hollywood MGM per portar almenys tres de Sony, les xarxes de televisió en tota la regió. Tot i que hauria de competir contra FUNimation Channel, The Anime Network i Adult Swim.
El 13 de juny del 2007, Sony Pictures Television International anuncià oficialment que Animax faria el llançament del seu servei de televisió mòbil, Animax Mobile, al Canadà des de juliol del 2007, a través de la xarxa de l'operador cel·lular Bell Digital. Aquest seria el tercer Animax Mobile llançat al món, després de llençar el servei de televisió mòbil al Japó a partir d'abril del 2007, i a Austràlia el 12 de juny del mateix any.

## Animax a Sud-amèrica
Animax llençà una xarxa a Amèrica Llatina el 31 de juliol del 2005, després de l'adquisició de Sony de Locomotion. Animax Llatinoamèrica començà a operar a Caracas, Veneçuela, a tota la regió i la difusió de la seva programació d'anime en castellà i portuguès per separat els canals a través dels països de parla hispana a la regió del Brasil, respectivament, convertint-se en la regió de major xarxa de televisió d'anime. Està controlada per Grup HBO Amèrica Llatina sota la llicència de Sony.
Amb els anys, Animax ha emès diverses sèries d'anime, amb versions en castellà doblades principalment a Veneçuela, però també en països com Mèxic i en menor mesura, Colòmbia. El doblatge en portuguès ha correspongut a estudis ubicats al Brasil, la majoria dels quals mai s'han mostrat localment. Entre els seus programes emesos s'inclouen Lunar Lejends tsukihime, Noir, Wolf's Rain, Last Exile, Twin Spica, Planet Survival, Excel Saga, Samurai 7, Gun Frontier, Vandread, Gantz, Mythical Sleuth Loki, Heat Guy J, Galaxy Angel, Hunter x Hunter, El príncep del tennis, etc.
A partir de gener del 2007, Animax canvià completament la seva línia d'anime i algunes sèries que s'enretiraren abans de tornar-se. Animax Llatinoamèrica anuncià una renovació en la seva imatge i projecció a partir de l'agost del 2007, així com l'estrena d'un nou bloc de programació (anomenat Lollipop) destinat a sèries amb Fan Service.
Així mateix, el 18 de març del 2008 s'anuncià que el servei mòbil Animax Mobile, disponible al Japó i Austràlia, es posarà en marxa, així com en Mèxic i, eventualment, d'altres països d'Amèrica del Sud.

## Animax a Àfrica
L'agost del 2007 fou anunciat que Animax estaria llençant la seva emissió a través de nombrosos països africans, incloent-hi Sud-àfrica, Namíbia, Zimbàbue, Botswana, Zàmbia, Moçambic i Lesotho, mitjançant el servei satel·litari proveït per DStv. Començà a emetre's a Sud-àfrica i altres països del continent des del 3 de novembre del 2007.